# Tubiluchus philippinensis
Tubiluchus philippinensis is een soort in de taxonomische indeling van de peniswormen. 
De diersoort behoort tot het geslacht Tubiluchus en behoort tot de familie Tubiluchidae. De wetenschappelijke naam van de soort werd voor het eerst geldig gepubliceerd in 1985 door van der Land.